# Primera División de bádminton 2019-20
La temporada 2019-20 es la edición de la Primera División de Bádminton en España, segunda categoría de este deporte en el país, organizada por la Federación Española de Bádminton.

## Equipos participantes
- Club Bádminton Paracuellos Torrejón
- Ibiza Bádminton Club
- Bádminton Granollers
- Club Bádminton Ravachol Pontevedra
- Club Bádminton Huesca
- Club Bádminton Palma
- Club Bádminton Caser Clear Madrid
- Club Bádminton Astures
- Bádminton Estella
- Club Bádminton Alhaurín de la Torre
- Club Bádminton Bianconero
- Club Bádminton As Neves
- Club Bádminton Ogíjares-Granada
- Club Universidad de Valladolid
- Ovida Bádminton Oviedo B
- Club de Bádminton El Campello

## Clasificación
| | Equipo                              | Puntos | J  | G  | P  | PG | PP | JF  | JC  | PF   | PC   |
| --- | ----------------------------------- | ------ | -- | -- | -- | -- | -- | --- | --- | ---- | ---- |
| 1 | Ovida Bádminton Oviedo B            | 45     | 15 | 15 | 0  | 87 | 18 | 177 | 61  | 4690 | 3799 |
| 2 | Club Bádminton Ravachol Pontevedra  | 42     | 15 | 14 | 1  | 78 | 27 | 169 | 70  | 4636 | 3818 |
| 3 | Bádminton Granollers                | 36     | 15 | 12 | 3  | 76 | 29 | 165 | 64  | 4472 | 3578 |
| 4 | Club Bádminton Paracuellos Torrejón | 33     | 15 | 11 | 4  | 72 | 33 | 153 | 90  | 4628 | 4095 |
| 5 | Club Bádminton As Neves             | 30     | 15 | 10 | 5  | 65 | 40 | 141 | 98  | 4331 | 4132 |
| 6 | Club Bádminton Ogíjares-Granada     | 24     | 15 | 8  | 7  | 53 | 52 | 116 | 110 | 4041 | 3977 |
| 7 | Club Bádminton Astures              | 24     | 15 | 8  | 7  | 48 | 57 | 104 | 122 | 3845 | 4107 |
| 8 | Club Universidad de Valladolid      | 21     | 15 | 7  | 8  | 56 | 49 | 126 | 115 | 4377 | 4283 |
| 9 | Ibiza Bádminton Club                | 21     | 15 | 7  | 8  | 50 | 55 | 120 | 123 | 4299 | 4365 |
| 10 | Club Bádminton Huesca La Magia      | 21     | 15 | 7  | 8  | 48 | 57 | 122 | 131 | 4578 | 4573 |
| 11 | Bádminton Estella                   | 21     | 15 | 7  | 8  | 43 | 62 | 102 | 142 | 4251 | 4549 |
| 12 | Club Bádminton Caser Clear Madrid   | 18     | 15 | 6  | 9  | 55 | 50 | 124 | 114 | 4215 | 4014 |
| 13 | Club Bádminton Palma                | 12     | 15 | 4  | 11 | 37 | 68 | 92  | 148 | 4154 | 4469 |
| 14 | Club de Bádminton El Campello       | 9      | 15 | 3  | 12 | 39 | 66 | 90  | 144 | 3974 | 4394 |
| 15 | Club Bádminton Bianconero           | 3      | 15 | 1  | 14 | 20 | 85 | 51  | 171 | 3351 | 4370 |
| 16 | Club Bádminton Alhaurín de la Torre | 0      | 15 | 0  | 15 | 13 | 92 | 41  | 190 | 3340 | 4659 |
| Fuente: Federación Española de Bádminton: Clasificación de la Primera Nacional; actualización automática |                                     |        |    |    |    |    |    |     |     |      |      |

- Datos: Q67206786